# Slatina (gmina Oštra Luka)
Slatina (cyr. Слатина) – wieś w Bośni i Hercegowinie, w Republice Serbskiej, w gminie Oštra Luka. W 2013 roku liczyła 27 mieszkańców.